# آتلانتیک ایرلاینز
آتلانتیک ایرلاینز (به انگلیسی: Atlantic Airlines) یک شرکت هواپیمایی است که در ۲۰۰۱ میلادی تأسیس شده‌است. دفتر مرکزی آتلانتیک ایرلاینز در کاونتری، بریتانیا واقع شده‌است.